# 노스킬링섬

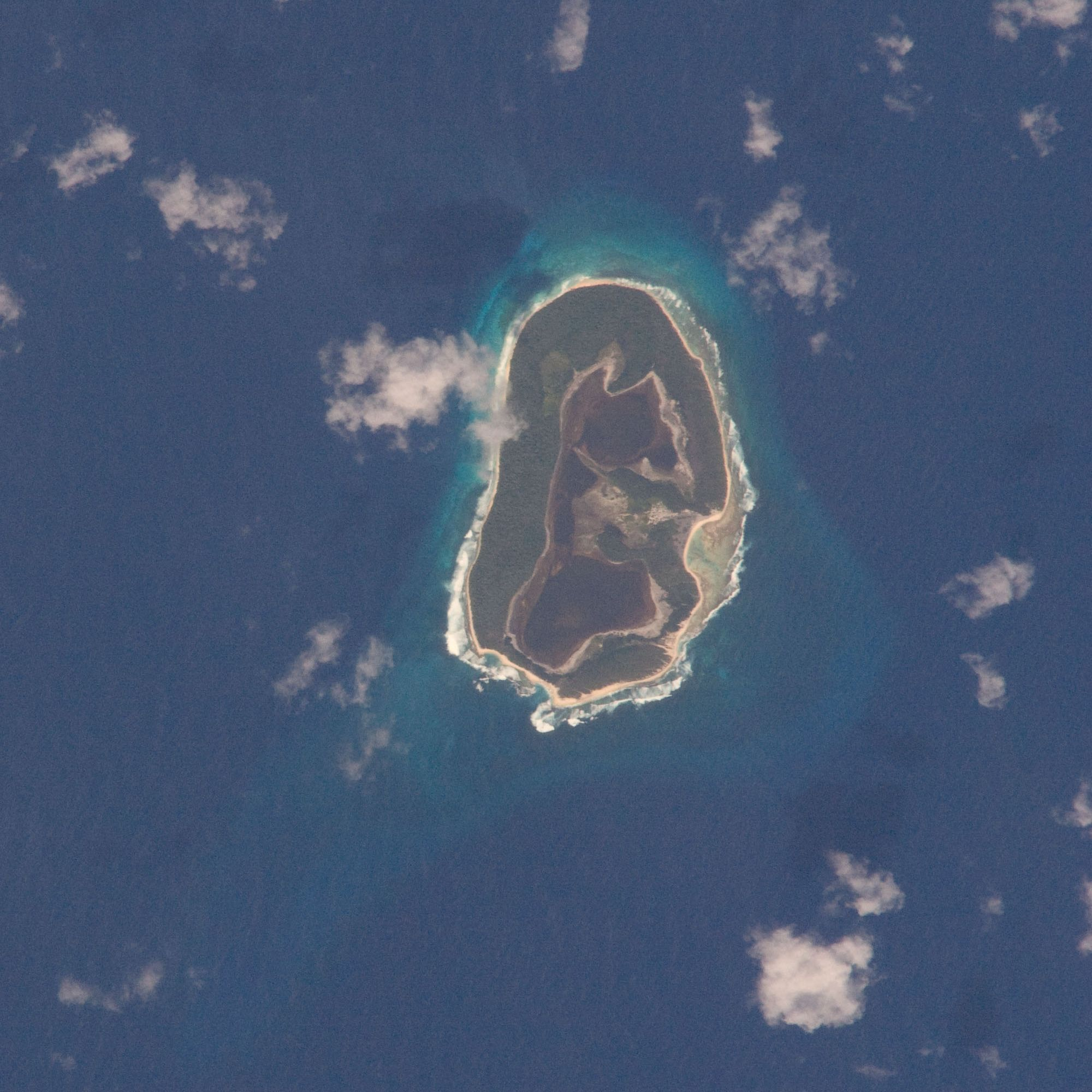

노스킬링섬(North Keeling Island)은 인도양에 있는 오스트레일리아령 코코스 제도의 최북부에 있는 산호초이자 무인도이다.
주위는 약 5km의 환초로, 섬과 그 주변은 모두 1995년에 국립공원이 되었다.
제1차 세계 대전에서는 인도양에서의 통상 파괴전 활약한 독일의 순양함 M 덴이, 오스트레일리아의 순양함 시드니와 교전 후 이 섬에 좌초되었다.